# Clusia guatemalensis
Clusia guatemalensis är en tvåhjärtbladig växtart som beskrevs av William Botting Hemsley. Clusia guatemalensis ingår i släktet Clusia och familjen Clusiaceae. Utöver nominatformen finns också underarten C. g. orizabae.